# Метеороид
Метеоро́ид (метео́рное тело) — небесное тело, промежуточное по размеру между космической пылью и астероидом.
Метеороид, влетевший с огромной скоростью (11—72 км/с) в атмосферу Земли, из-за трения о неё сильно нагревается, разрушается и сгорает, создавая при этом явление, называющееся метеором (который можно увидеть как «падающую звезду», видимый след метеороида) или же болидом; остаточная масса метеороида, достигшая поверхности Земли, называется метеоритом.

## Определение
Согласно официальному определению Международной метеорной организации (IMO), метеороид — это твёрдый объект, движущийся в межпланетном пространстве, размером значительно меньше астероида, но значительно больше атома. Британское королевское астрономическое общество выдвинуло другую формулировку, согласно которой метеороид — это тело диаметром от 100 мкм до 10 м. Другие источники ограничивают размер метеороида в 30 м.
В статье «Метеорит и метеороид: новые полные определения» в журнале Meteoritics & Planetary Science в январе 2010 года авторы предлагают научному сообществу следующие обоснованные определения:
- Метеороид: природный твердый объект размером от 10 мкм до 1 метра, перемещающийся в межпланетном пространстве. Метеороиды могут быть как первичными объектами, так и производными фрагментами небесных тел большего размера (не только астероидов).
- Микрометеороид: метеороид размером от 10 мкм до 2 мм.